# Prozessüberwachung
Prozessüberwachung bzw. Prozessmonitoring umfasst verschiedene organisatorische Methoden und technische Verfahren, welche genutzt werden, um den Fertigungsprozess beurteilen zu können.
Die Ziele der Prozessüberwachung sind:
- Erhöhung der Verfügbarkeit des Fertigungsprozesses
- Erhöhung der Maschinen- und Anlagensicherheit
- Verbesserung Qualität der Erzeugnisse

Prozessüberwachung hat eine Überschneidung mit der Qualitätsüberwachung, insbesondere wenn zerstörungsfreie Prüfmethoden angewendet werden.
Durch Prozessüberwachung wird eine Entscheidung gefällt, ob während des Fertigungsprozesses  eingegriffen werden soll. Diese Entscheidung kann auf Wahrnehmung und Erfahrung eines Menschen basieren oder aufgrund einer faktenbasierte Messung erfolgen.
Manche Messgrößen wie z. B. Druck, Temperatur oder räumliche Lage können relativ einfach gemessen; die Bewertung in Bezug auf den Fertigungsprozess erfordert häufig Know-how. Beispielsweise können gemessene höhere Vibrationen auf ein abgenutztes Bearbeitungswerkzeug, eine Unwucht im elektrischen Motor der Fertigungsmaschine oder auf unvorhergesehene Materialeigenschaften Werkstücks vorliegen. Dieses kann die Qualität des Erzeugnisses reduzieren und/oder zu einem baldigen Ausfall der Fertigungsmaschine führen und ggf. den Maschinenbediener gefährden.
Die fortschreitende Automatisierung macht es erforderlich, dass immer mehr der Prozessüberwachung automatisch durchgeführt wird und nicht vom Maschinenbediener.